# Julio García Mera
Julio García Mera (Madrid, 27 maggio 1972) è un ex giocatore di calcio a 5 spagnolo, campione del mondo nel 2000 e nel 2004, nonché campione europeo con la nazionale spagnola nel 1996, nel 2001 e nel 2005.

## Carriera

### Club
Utilizzato nel ruolo di centrale, Julio García ha giocato ininterrottamente nell'Inter Fútbol Sala dal 1991 al 2007, anno del suo ritiro. Con il club madrileno ha vinto cinque campionati, quattro coppe e cinque supercoppe di Spagna. A questi trofei vinti in patria, Julio aggiunge le vittorie internazionali che ammontano a una Coppa UEFA, una Coppa Iberica (2003-04) e tre edizioni dell'Intercontinentale (2005, 2006 e 2007). Al termine della stagione 2006-07, dopo due brucianti sconfitte in finale di Coppa UEFA contro la Dinamo Mosca e in campionato con l'ElPozo Murcia, è entrato nella dirigenza dell'Inter Fútbol Sala nel ruolo di direttore sportivo.

### Nazionale
In nazionale ha preso parte a tutti i più grandi successi della Spagna tra il 1996 ed il 2005, superando le cento presenze nelle furie rosse durante Spagna-Russia 5-4 del 27 aprile 2004 a Burgos. A partire dal FIFA Futsal World Championship 1996, dove vinse l'argento dietro al Brasile, e dall'European Futsal Tournament 1996 dove ha vinto l'oro, Julio ha fatto parte della nazionale spagnola sia gli Europei casalinghi del 1999 dove vinse l'argento, sia ai vittoriosi mondiali 2000 in Guatemala, è tornato a fregiarsi del titolo di campione europeo anche nel 2001 in Russia e nel 2005 in Repubblica Ceca. Tra questi due eventi si incastona anche il gioiello del secondo mondiale vinto nel 2004 a Taiwan battendo in finale l'Italia. In totale, ha disputato 115 incontri con la Nazionale, mettendo a segno 32 reti.

## Palmarès

### Club

#### Competizioni nazionali
- Campionato spagnolo: 5

Inter: 1995-96, 2001-02, 2002-03, 2003-04, 2004-05
- Coppa di Spagna: 4

Inter: 1995-96, 2000-01, 2003-04, 2004-05

#### Competizioni internazionali
- Coppa UEFA: 1

Inter: 2003-04
- Coppa Intercontinentale: 1

Inter: 2005

### Nazionale
- Campionato mondiale: 2

Guatemala 2000, Taipei Cinese 2004
- Campionato d'Europa: 3

Spagna 1996, Russia 2001, Repubblica Ceca 2005